# میمی گامر
 میمی گامر (انگلیسی: Mamie Gummer؛ زادهٔ ۳ اوت ۱۹۸۳) هنرپیشه اهل ایالات متحده آمریکا است. از فیلم‌هایی که وی در آن نقش داشته است، می‌توان به نگهبان، عوارض جانبی، پایان تور، او بسیار مشهورتر از تو است و نجات غریق اشاره کرد.